# Ritratto di... Cochi e Renato
Ritratto di... Cochi e Renato è la prima raccolta del duo italiano Cochi e Renato, pubblicata nel 1976.

## Descrizione
La raccolta contiene brani provenienti da dischi pubblicati da Cochi e Renato con l'etichetta Derby tra il 1973 e il 1975. In particolare il disco contiene le tracce: La fortuna ha le mutande quasi rosa e La ventosa provenienti dal singolo La ventosa del 1975, composto da Gianni Ferrio e parte della colonna sonora del film Il padrone e l'operaio, non sono incluse in nessun album del duo, ma solamente nella colonna sonora del film pubblicata da Ferrio per la United Artists Records Il padrone & l'operaio; Canzone intelligente, proveniente dal singolo omonimo del 1973, sigla di chiusura della trasmissione televisiva Il poeta e il contadino, condotta dagli stessi Cochi e Renato; E, la vita la vita, proveniente dal sinbgolo omonimo, pubblicato nel 1974 e sigla di chiusura della trasmissione televisiva Canzonissima; El porompompero e Come porti i capelli bella bionda, provenienti dall'album Il poeta e il contadino del 1973; Supermarket e La solita predica, tracce recitate provenienti dall'album E la vita, la vita del 1974.
La raccolta è stata pubblicata nel 1976 nella linea Record Bazaar dall'etichetta discografica Derby in formato LP.

## Tracce
1. La fortuna ha le mutande quasi rosa – 3:29 (Renato Pozzetto, Giorgio Calabrese, Gianni Ferrio)
2. La ventosa – 2:47 (Renato Pozzetto, Giorgio Calabrese, Gianni Ferrio)
3. Canzone intelligente – 2:45 (Enzo Jannacci, Cochi Ponzoni, Renato Pozzetto)
4. El porompompero – 3:18 (Tradizionale, elaborazione di Enzo Jannacci, Cochi Ponzoni, Renato Pozzetto)
5. Come porti i capelli bella bionda – 2:12 (Tradizionale, elaborazione di Enzo Jannacci, Cochi Ponzoni, Renato Pozzetto)
6. E, la vita la vita – 3:27 (Enzo Jannacci, Renato Pozzetto)
7. Supermarket – 8:28 (Renato Pozzetto)
8. La solita predica – 14:37 (Enzo Jannacci, Renato Pozzetto)

Durata totale: 41:03